# Кавсадзе, Владимир Лонгинозович
Владимир (Ладо) Лонгинозович Кавсадзе (1886—1953) — советский, российский и грузинский оперный певец (лирический тенор), народный артист Грузинской ССР (1943). Один из организаторов грузинского Театра музыкальной комедии (1921).

## Биография
Сын священника. Во время учёбы в тифлисской гимназии в 1894—1904 гг., вместе с братьями и сестрой пел в хоре своего дяди — известного исполнителя грузинских песен Сандро Кавсадзе (1873—1939), музыканта-фольклориста и близкого друга И. В. Сталина в период его учёбы в Тифлисской семинарии, впоследствии основателя народного ансамбля песни и танца Грузии.
Владимир брал в Тбилиси частные уроки пения у Э. Г. Броджи.
Сценическую деятельность начал как опереточный актёр в московском театре «Буфф» (рук. А. Блюменталь-Тамарин) в 1908 году.
До 1917 выступал в театрах оперетты Москвы, Петербурга-Петрограда («Луна-парк»), Оренбурга, Таганрога (1913), Смоленска (1916), Ташкента, где участвовал в создании Ташкентского музыкального театра).
В 1921—1939 гг. — солист Тбилисского оперного театра. В 1939—1942 годах — директор и художественный руководитель Грузинской государственной филармонии, в 1942—1953 годах — директор Тбилисского государственного цирка.
Обладал заметным тембром голоса, сценической культурой. Исполнял комические роли.
Исполнил около 60 партий в опереттах. Первый исполнитель партий: Дворцового шута («Тамара Коварная» М. Баланчивадзе, 2-я ред., 1926; 3-я ред., 1937), Луарсаба («Жизнь — радость» Д. Аракишвили, 1927), Симон-хана («Бахтриони» Г. Киладзе, 1936), Сако («Кето и Котэ» В. Долидзе, ред. Г. Киладзе, 1937, на декаде грузинского искусства в Москве).

## Избранные партии
- Звездочет («Золотой петушок» Н. Римского-Корсакова),
- Джиджи («Каморра» Э. Д. Эспозито)
- Гипперт («Фринаш» Эверта),
- Катан («Гейша» Джонса),
- Геннадий («Ночь любви» Валентинова),
- Парис, Орфей («Прекрасная Елена», «Орфей в аду» Оффенбаха),
- Барон («Цыганский барон» И. Штрауса) и др.
- Абесалом («Абесалом и Этери» З. Палиашвили),
- Шота Руставели («Сказание о Шота Руставели» Д. Аракишвили)

## Избранная фильмография
- 1924 — Буревестники — Гитуа
- 1926 — Ханума — князь Леван Пантеашвили
- 1927 — Первая и последняя — Ило, молодой горец
- 1943 — Он ещё вернётся

## Награды
- Орден Трудового Красного Знамени (1950)
- Орден «Знак Почёта» (14.01.1937) — за выдающиеся заслуги в деле развития грузинского оперного искусства, грузинской музыки, песен и танцев
- Народный артист Грузинской ССР (1943)